# Bengt Fahlkvist
Bengt Fahlkvist (* 15. April 1922 in Helgesta, Södermanland; † 7. März 2004 in Bettna, Flen) war ein schwedischer Ringer. Er war Bronzemedaillengewinner bei den Olympischen Spielen 1948 in London.

## Werdegang
Bengt Fahlkvist begann als Jugendlicher beim Ringerclub KB Huddinge mit dem Ringen. Er war gerade 17 Jahre alt geworden, als der Zweite Weltkrieg ausbrach. Aus diesem Grunde musste er, der sich inzwischen in der schwedischen Ringerelite etabliert hatte, sieben Jahre lang warten, bis er bei einer internationalen Meisterschaft starten konnte.
Bei der ersten Europameisterschaft nach Kriegsende, die 1946 in Stockholm im freien Stil stattfand, startete Bengt im Halbschwergewicht. Ihm gelang dabei mit vier Siegen der Gewinn des Europameistertitels.
Bei den Olympischen Spielen 1948 in London startete Beng wieder im freien Stil im Halbschwergewicht. Ihm gelangen dabei wieder vier Siege, er musste aber auch zwei Niederlagen gegen Fritz Stöckli aus der Schweiz und Henry Wittenberg aus den Vereinigten Staaten einstecken und gewann so die Bronzemedaille.
Inzwischen waren Bengt in Schweden in Bertil Antonsson, Tor Nilsson, Viking Palm und Karl-Erik Nilsson harte Konkurrenten entstanden, die ihm die Startplätze bei internationalen Meisterschaften streitig machten. Bengt gelang es in seiner weiteren Laufbahn nur noch, sich für die Olympischen Spiele 1952 in Helsinki für das Schwergewicht im griechisch-römischen Stil zu qualifizieren. In dem von ihm weniger geliebten Stil kam er dabei mit einem Sieg über den Italiener Guido Fontani und zwei Niederlagen auf den 6. Platz.

## Internationale Erfolge
(OS = Olympische Spiele, EM = Europameisterschaft, F = Freistil, GR = griechisch-römischer Stil, Hs = Halbschwergewicht, S = Schwergewicht, damals bis 87 kg bzw. über 87 kg Körpergewicht)
- 1946, 1. Platz, EM in Stockholm, F, Hs, mit Siegen über Henry Bury, Belgien, Gyula Bóbis, Ungarn, Muharrem Candaş, Türkei und Fritz Stöckli, Schweiz;
- 1948, Bronzemedaille, OS in London, F, Hs, mit Siegen über Fernand Payotte, Kanada, Spyros Defteraios, Griechenland, Oscar Verona, Italien und P. Morton, Südafrika und Niederlagen gegen Fritz Stöckli und Henry Wittenberg, USA;
- 1952, 6. Platz, OS in Helsinki, GR, S, mit einem Sieg über Guido Fantoni, Italien und Niederlagen gegen Josef Růžička, Tschechoslowakei und Johannes Kotkas, UdSSR

## Wichtigste Länderkämpfe
- 1952, Deutschland gegen Schweden, GR, S, Schultersieger über Willi Liebern,
- 1952, Deutschland gegen Schweden, F, S, Punktsieger über Willi Waltner,
- 1954, Schweden gegen UdSSR, F, S, Punktniederlage gegen Arsen Mekokischwili,
- 1954, Schweden gegen UdSSR, GR, S, Punktniederlage gegen Johannes Kotkas

## Schwedische Meisterschaften
Bengt Fahlkvist wurde 1946 und 1947 schwedischer Meister im freien Stil im Halbschwergewicht und wurde außerdem siebenmal schwedischer Vizemeister im Halbschwer- bzw. Schwergewicht in beiden Stilarten.